# Sequeiros e Gradiz
Sequeiros e Gradiz (oficialmente: União das Freguesias de Sequeiros e Gradiz) é uma freguesia portuguesa do município de Aguiar da Beira, com 23,92 km² de área e 345 habitantes (censo de 2021). A sua densidade populacional é 14,4 hab./km².

## História
Foi constituída em 2013, no âmbito de uma reforma administrativa nacional, pela agregação das antigas freguesias de Sequeiros e Gradiz com sede em Sequeiros.

## Demografia
A população registada nos censos foi:
| Distribuição da População por Grupos Etários | Distribuição da População por Grupos Etários | Distribuição da População por Grupos Etários | Distribuição da População por Grupos Etários | Distribuição da População por Grupos Etários | Distribuição da População por Grupos Etários |
| -------------------------------------------- | -------------------------------------------- | -------------------------------------------- | -------------------------------------------- | -------------------------------------------- | -------------------------------------------- |
| Antes da agregação                           |                                              |                                              |                                              |                                              |                                              |
| Ano                                          | 0-14 anos                                    | 15-24 anos                                   | 25-64 anos                                   | >= 65 anos                                   | Total                                        |
| 2001                                         | 78                                           | 82                                           | 225                                          | 124                                          | 509                                          |
| 2011                                         | 36                                           | 44                                           | 223                                          | 118                                          | 421                                          |
| Após a agregação                             |                                              |                                              |                                              |                                              |                                              |
| Ano                                          | 0-14 anos                                    | 15-24 anos                                   | 25-64 anos                                   | >= 65 anos                                   | Total                                        |
| 2021                                         | 28                                           | 25                                           | 165                                          | 127                                          | 345                                          |